# Womex
Womex, afkorting van World Music Expo, is een internationaal project om wereldmuziek te promoten. Womex werd in 1994 gestart door onder meer Christoph Borkowsky en Ben Mandelson.
De belangrijkste activiteit is een jaarlijkse bijeenkomst die telkens in een ander Europees land plaatsvindt. Tijdens deze meetings wordt aandacht besteed aan muziek en film. Tevens zijn er conferenties en netwerksessies. 

## Womex Awards
Sinds 1999 worden de Womex Awards uitgereikt. 
| Jaar | Plaats                 | WOMEX Awards (vanaf 2008: WOMEX Awards for Artists) | WOMEX Award for Professional Excellence       | WOMEX Top Label Award                                             |
| ---- | ---------------------- | --------------------------------------------------- | --------------------------------------------- | ----------------------------------------------------------------- |
| 1999 | Berlijn                | Juan de Marcos González & Nick Gold                 | n.v.t.                                        | n.v.t.                                                            |
| 2000 | Berlijn                | Mahotella Queens                                    | n.v.t.                                        | n.v.t.                                                            |
| 2001 | Rotterdam              | Nusrat Fateh Ali Khan                               | n.v.t.                                        | n.v.t.                                                            |
| 2002 | Essen                  | Djivan Gasparyan                                    | n.v.t.                                        | n.v.t.                                                            |
| 2003 | Sevilla                | Freemuse                                            | n.v.t.                                        | n.v.t.                                                            |
| 2004 | Essen                  | Marc Hollander & Crammed Discs                      | n.v.t.                                        | n.v.t.                                                            |
| 2005 | Newcastle/Gateshead    | Bi Kidude                                           | n.v.t.                                        | n.v.t.                                                            |
| 2006 | Sevilla                | Totó La Momposina                                   | n.v.t.                                        | World Circuit (UK)                                                |
| 2007 | Sevilla                | Andy Palacio & Ivan Duran                           | n.v.t.                                        | Stern's (UK)                                                      |
| 2008 | Sevilla                | Muzsikás                                            | Folk Music Department of the Sibelius Academy | Cumbancha (USA)                                                   |
| 2009 | Copenhagen             | Staff Benda Bilili                                  | Christian Mousset                             | Crammed Discs (België)                                            |
| 2010 | Copenhagen             | Danyel Waro                                         | Ian A. Anderson                               | World Village (Frankrijk / USA / UK / Spanje) (of Harmonia Mundi) |
| 2011 | Copenhagen             | Hugh Masekela                                       | Francis Falceto                               | World Village Le Chant du Monde Harmonia Mundi                    |
| 2012 | Thessaloniki           | Värttinä                                            | Alexander Cheparukhin                         | Lusafrica                                                         |
| 2013 | Cardiff                | Los Van Van                                         | Festival au Désert                            | Riverboat Records World Music Network                             |
| 2014 | Santiago de Compostela | Mariza                                              | Mário Lúcio Sousa (Kaapverdië)                | Glitterbeat                                                       |
| 2015 | Budapest               | Cheikh Lô                                           | Ramin Sadighi (Hermes Records)                | Glitterbeat                                                       |
| 2016 | Santiago de Compostela | Calypso Rose                                        | Henry Arteaga & 4Elementos Skuela (Colombia)  | Glitterbeat                                                       |
| 2017 | Katowice               | Oumou Sangaré                                       | Petr Dorůžka                                  | Glitterbeat                                                       |
| 2018 | Las Palmas             | Kronos Quartet                                      | ShoShona Kish                                 | Glitterbeat                                                       |
| 2019 | Tampere                | Kayhan Kalhor                                       | Julie's Bicycle                               | N.v.t.                                                            |
| 2020 | Budapest               | Mónika Lakatos                                      | L’Atelier des Artistes en Exil                |                                                                   |
| 2021 | Porto                  | Aynur Doğan                                         | Global Music Match                            |                                                                   |
| 2022 | Lissabon               | Ivo Papasov                                         | Francis Gay                                   |                                                                   |
| 2023 | A Coruña               | BCUC                                                | On the Move                                   |                                                                   |
| 2024 | Manchester             | Hermeto Pascoal                                     | In Place of War                               |                                                                   |